# مارتا بون ماير
مارتا بون ماير (بالإنجليزية: Marta Bohn-Meyer) (من مواليد 18 أغسطس 1957 - تُوفيت 18 سبتمبر 2005) وهي طيارة ومهندسة أميركية.
عملت مارتا بون ماير كمهندسة رئيسية في مركز أبحاث الطيران التابعة لشركة ناسا. كما شاركت مارتا في مجموعة متنوعة من المشاريع البحثية في وكالة ناسا - كانت أول عضوة في الطاقم تم تعيينها لمؤسسة لوكهيد إس آر-71 بلاك بيرد ، حيث كانت تعمل كمستكشفة خلال دراسات الديناميكا الهوائية والدفع التي استخدمت SR-71 كاختبار. كما كانت مديرة المشروع في دراسة لتصميم جناح التدفق الصفحي المتقدم باستخدام طائرة جنرال ديناميكس إف-16 إكس إل.
كانت مارتا بون ماير طيارة هوائية، وكانت عضوة مرتين في فريق الأيروباتيك الأمريكي. كما عملت مديرة للفريق في عام 2005.
توفيت مارتا بون ماير أثناء ممارستها لبطولة الأيروباتيكية الوطنية في الولايات المتحدة عام 2005 عندما تحطمت الطائرة الهليكوبتر Giles 300 في يوكون (أوكلاهوما) بالقرب من مطار كلارنس إي. وكان سبب الانهيار هو الفشل الكارثي للمفصلة الأمامية للمظلة - التي أدت إلى تحطم الطائرة.

## وصلات خارجية
- Biography from NASA
- Official NASA press release نسخة محفوظة 22 ديسمبر 2024 على موقع واي باك مشين.